# FC Gagra
FC Gagra este un club de fotbal din Gagra, Georgia. Echipa susține meciurile de acasă pe Stadionul Merani.